# Mary Ann Bevan
Mary Ann Bevan z domu Webster (ur. 20 grudnia 1874 w Londynie, zm. 26 grudnia 1933) – brytyjska pielęgniarka, która po zachorowaniu na akromegalię występowała w cyrkach jako „najbrzydsza kobieta na świecie”.

## Życiorys
Pochodziła z Plaistow we wschodnim Londynie. Urodziła się w rodzinie robotniczej, miała siedmioro rodzeństwa. Z zawodu była pielęgniarką. W 1902 wyszła za Thomasa Bevana (zm. 1914), z którym miała czworo dzieci.

## Kariera cyrkowa
W wieku ok. 32 lat, tuż po ślubie, zaczęła wykazywać objawy akromegalii. Zaczęła cierpieć przez nieodpowiedni wzrost i deformację twarzy, towarzyszyły jej bóle głowy i słabł wzrok. Po śmierci męża nie miała środków na utrzymanie siebie i dzieci. Postanowiła wykorzystać swój wygląd i wzięła udział w konkursie na najbrzydszą kobietą, w którym zwyciężyła. Ok. 1920 podjęła pracę w cyrku, najpierw w Wielkiej Brytanii, a następnie w Stanach Zjednoczonych, gdzie została atrakcją w parku rozrywki Coney Island Circus Sideshow aż do śmierci 1933.

## Wizerunek
W 2000 jej wizerunek został użyty na kartce urodzinowej stworzonej przez Hallmark Cards. Kartka nawiązywała do programu randkowego, Blind Date. Holenderski lekarz złożył skargę, że jest to brak szacunku dla kobiety, która uległa deformacji w wyniku choroby. Firma zgodziła się z opinią lekarza, było to niewłaściwe i zaprzestano dystrybucji kartki.